# Аница Миленковић
Аница Миленковић (Касидол, 5. август 1978) је српска фолк певачица која се прославила као тинејџ звезда почетком деведесетих захваљујући песми "Ланчић".

## Дискографија
Албуми
- Младе године могу све (1991) са Јужним ветром (Дискос)
- Девојачки снови (1992) (ПГП РТБ)
- Корак напред (1993) (ПГП РТС)
- Молитва (1994) (Дискос)
- Аница  (1997) (Зам)
- Лудило  (1997) (Зам, Лазаревић продакшн)
- Миљеница (1998) (Гранд продакшн)
- Аница (1999) (Гранд продакшн)
- Пуштам те (2001) (Голд мјузик)
- Пиле моје (2003) (ПГП РТС)
- Сад или никад  (2004) (Гранд продакшн)
- Депресија (2007) (ВИП Продукција)

## Синглови
- На ланчићу име твоје[3]
- Мама каже да, тата каже не
- Стрела љубави
- Милане
- Моје мало лудило
- Узми ме за руке
- Свадба ће да буде (дует са Недељко Бајић Баја)